# Charles Gustav Binderup

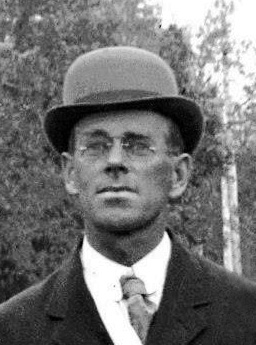
Charles Gustav Binderup (1911)

Charles Gustav Binderup (* 5. März 1873 in Horsens, Dänemark; † 19. August 1950 in Minden, Nebraska) war ein US-amerikanischer Politiker. Zwischen 1935 und 1939 vertrat er den vierten Wahlbezirk des Bundesstaates Nebraska im US-Repräsentantenhaus.

## Werdegang
Noch als Kleinkind im Alter von sechs Monaten kam Charles Binderup mit seinen Eltern in die Vereinigten Staaten. Die Familie ließ sich auf einer Farm in der Nähe von Hastings in Nebraska nieder. Charles besuchte die öffentlichen Schulen seiner neuen Heimat und das Grand Island Business College. Danach war er in der Umgebung von Hastings und Minden in der Landwirtschaft und im Handel tätig. Er war auch am Molkereigeschäft beteiligt.
Politisch wurde Binderup Mitglied der Demokratischen Partei. Bei den Kongresswahlen des Jahres 1934 wurde er in das US-Repräsentantenhaus gewählt, wo er am 3. Januar 1935 Ashton Shallenberger ablöste. Nach einer Wiederwahl im Jahr 1936 konnte er sein Mandat im Kongress bis zum 3. Januar 1939 ausüben. Bei den Wahlen des Jahres 1938 unterlag er dem Republikaner Carl Curtis. Im Jahr 1940 kandidierte er als unabhängiger Kandidat erfolglos für eine Rückkehr in den Kongress. Danach war er in Minden Mitbegründer und Mitglied der Constitutional Money League of America. Charles Binderup starb im Jahr 1950 und wurde in Minden beigesetzt.